# Табаков, Александр Порфирьевич
Алекса́ндр Порфи́рьевич Табако́в (6 февраля 1920, Батырево, Чувашская АССР — 21 марта 2005, Батырево, Чувашия) — советский военнослужащий, наводчик; командир миномётного расчёта 120-миллиметрового миномёта 550-го стрелкового полка 126-й стрелковой дивизии, сержант. Полный кавалер Ордена Славы.

## Биография
Родился 6 февраля 1920 года в селе Батырево ныне Батыревского района Чувашии в крестьянской семье. Чуваш. Член ВКП/КПСС с 1943 года. Окончил Батыревское педагогическое училище. Работал учителем Чкаловской средней школы Батыревского района.
В РККА призван в октябре 1940 года Чкаловским райвоенкоматом Чувашской АССР. В боях Великой Отечественной войны с 28 августа 1942 года. Воевал на Сталинградском, Южном, 4-м Украинском, 1-м Прибалтийском, 3-м и 2-м Белорусских фронтах.
Наводчик 120-миллиметрового миномёта 550-го стрелкового полка сержант Александр Табаков со своим расчётом 21 октября 1944 года в бою за город Погеген, ныне — город Пагегяй Шилутского района Литвы, огнём из миномёта вывел из строя пушку с прислугой, рассеял и частично истребил до взвода пехоты противника, способствуя продвижению стрелковых подразделений. Указом Президиума Верховного Совета СССР от 3 ноября 1944 года «за образцовое выполнение заданий командования в боях с немецко-фашистскими захватчиками» сержант Табаков Александр Порфирьевич награждён орденом Славы 3-й степени.
Командир миномётного расчета 120-миллиметрового миномёта 550-го стрелкового полка А. П. Табаков с подчинёнными 28 января 1945 года, действуя севернее города Кенигсберга в боевых порядках стрелковых подразделений, подавил огонь четырёх миномётов, подбил две автомашины с боеприпасами и два противотанковых орудия, ликвидировал четыре пулемётные точки врага. Указом Президиума Верховного Совета СССР от 6 марта 1945 года «за образцовое выполнение заданий командования в боях с немецко-фашистскими захватчиками» сержант Табаков Александр Порфирьевич награждён орденом Славы 2-й степени.
7-8 апреля 1945 года командир миномётного расчета 120-миллиметрового миномёта 550-го стрелкового полка сержант Александр Табаков на подступах к городу Кенигсбергу и в самом городе со своим расчётом уничтожил несколько орудий, миномётов и автомашин с военными грузами, девять пулемётных гнёзд и много гитлеровцев. Указом Президиума Верховного Совета СССР от 19 апреля 1945 года «за образцовое выполнение заданий командования в боях с немецко-фашистскими захватчиками» сержант Табаков Александр Порфирьевич награждён орденом Славы 1-й степени, став полным кавалером ордена Славы.

### После окончания войны
24 июня 1945 года отважный воин участвовал в историческом Параде Победы на Красной площади в Москве.
1 декабря 1945 года младший лейтенант Табаков А. П. демобилизован. Вернулся в родное село. Работал председателем колхоза. В 1954 году заочно окончил учительский институт. Работал учителем, директором школы, председателем колхоза, директором плодово-ягодного питомника, директором Батыревского СПТУ № 7, председателем райсовета ВДПО, начальником Батыревского участка специального ремонтно-строительного управления противопожарных работ ВДПО. С 1983 года — на пенсии.
Полный кавалер ордена Славы А. П. Табаков — участник юбилейных Парадов Победы 1980 и 1985 годов в городе-герое Москве. Скончался 21 марта 2005 года в родном селе Батырево, где и похоронен.

## Награды
Помимо орденов Славы, награждён орденом Отечественной войны I степени и медалями. 6 февраля 2005 года президент Чувашии в селе Батырево, поздравил заслуженного ветерана с 85-летием со дня рождения и вручил А. П. Табакову юбилейную медаль «60 лет победы в Великой Отечественной войне 1941—1945 гг.» с удостоверением серии А № 0000001 — первую в стране.

## Память
- Почётный гражданин Батыревского района (1998).
- Занесён в Почётную Книгу Трудовой Славы и Героизма Чувашской АССР (1978).
- Именем А. П. Табакова названа улица в селе Батырево.